# 文平路 (臺南市)
文平路，為臺灣臺南市安平區南北向次要道路之一。南起健康路口，北至建平十七街口，全長約1.6公里，台南市道路編號121。

## 概況
文平路所有路段都在臺南市五期重劃區，其「平」字，取自安平區的「平」。若將東西向相接的永華路作為劃分線，南段的性質接近文教區，有連鎖書店與學校校區。而北段有許多飲食、服飾的店面，生活機能較強。

## 沿線設施
（由南到北）
- 臺南市私立慈濟高級中學
- 台南市公共自行車-YouBike2.0永華文平
- 高雄銀行台南分行
- 慶平公園

## 交通改革
2023年12月30日起，文平路全段試辦開放機車行駛內側車道及不強制兩段式左轉，但保留機車待轉區，提供機車騎士更寬廣的行車空間。

## 本路段客運
- 市區公車[1]

| 編號 | 路線               | 本路段公車站              |
| ---- | ------------------ | ------------------------- |
| 14   | 台南車站－慈濟高中 | 文平路－怡平路口 慈濟高中 |